# 英吉·赫塞爾斯汀
英吉·赫塞爾斯汀（丹麥語：Inge Hasselsteen，1931年—），婚後名英吉·克里斯滕森（Inge Christensen），是一名已退役丹麥女子羽球運動員。
英吉·赫塞爾斯汀於1950年成為丹麥青少年羽球賽女子單打冠軍。1960年，她贏得蘇格蘭羽球公開賽的女子單打和女子雙打冠軍。
英吉·赫塞爾斯汀曾代表丹麥參加1960年優霸盃，在對陣美國的決賽中，她出賽第三單打，以8:11、11:8、7:11輸給桃樂絲·歐尼爾；最後丹麥隊以2-5敗北而獲得亞軍。